# Нижнє Алентежу

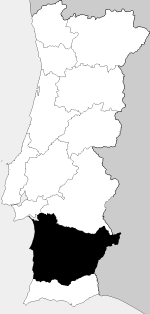
Байшу-Алентежу

Ни́жнє Аленте́жу (порт. Baixo Alentejo, МФА: [ˈbaj.ʃu ɐ.ɫẽ.ˈtɐj.ʒu]), або Ни́жнє Зата́жжя — у 1936—1976 роках провінція Португалії. Розташовувалася на півдні країни, за річкою Таг (португальською — Тежу). Адміністративний центр — місто Бежа. Південна частина колишньої провінції Алентежу (Затажжя).

## Муніципалітети
Муніципалітети, що входили до складу Нижнього Алентежу в 1936—1979 роках:
Округ Бежа (всі 14) 
1. Алвіту
2. Алжуштрел
3. Алмодовар
4. Барранкуш
5. Бежа
6. Відігейра
7. Каштру-Верде
8. Куба
9. Мертола
10. Мора
11. Одеміра
12. Оріке
13. Серпа
14. Феррейра-ду-Алентежу

Округ Сетубал (4 з 13) 
1. Алкасер-ду-Сал
2. Грандола
3. Сантіагу-ду-Касен
4. Сінеш